# Panic Bomber: Bomberman
Panic Bomber: Bomberman (ボンバーマン ぱにっくボンバー, au Japon) est un jeu vidéo de puzzle développé par Raizing et Hudson, puis édité par SNK en 1994 sur PC Engine et en janvier 1995 sur Neo-Geo MVS (NGM 073),,. Il a été adapté en 1995 sur Virtual Boy sous le nom de Panic Bomber. Une nouvelle version du jeu a été commercialisée en 2005 sur PlayStation Portable. Les versions consoles n'ont été commercialisées qu'au Japon. Le jeu fait partie de la série Bomberman mais se différencie du concept original en tirant son principe de Tetris ou Puyo Puyo.

## Versions
Le jeu d'arcade fonctionne sur le Multi-Video System; la borne a été produite en collaboration avec Raizing. Aucune version Neo-Geo AES n'a été officiellement produite, mais des conversions non officielles ont été réalisées. La version PC Engine est sortie le 22 décembre 1994 et la version PSP le 23 juin 2005.